# Ягодолюб жовточеревий

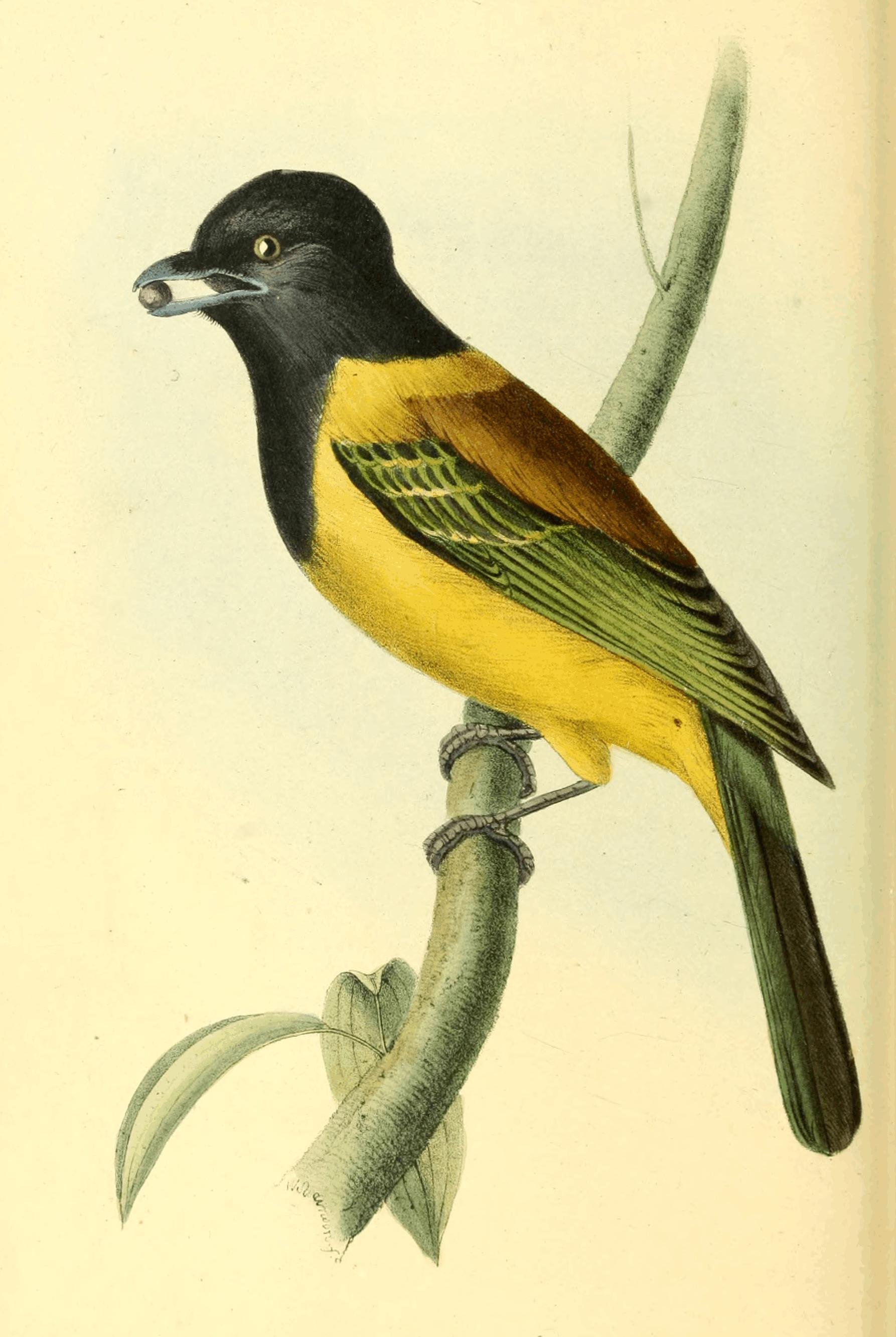
Жовточеревий ягодолюб

Ягодолюб жовточеревий (Carpornis cucullata) — вид горобцеподібних птахів родини котингових (Cotingidae). Ендемік Бразилії.

## Поширення і екологія
Жовточереві ягодолюби мешкають на південно-східному узбережжі Бразилії, від Еспіріту-Санту до Ріу-Гранді-ду-Сул. Вони живуть у середньому і верхньому ярусах вологих рівнинних і гірських атлантичних лісів і в пальмових гаях на висоті від 400 до 1600 м над рівнем моря. На півночі ареалу вони зустрічаються лише у вічнозелених гірських лісах.

## Збереження
МСОП класифікує стан збереження цього виду як близький до загрозливого. Жовточеревим ягодолюбам загрожує знищення природного середовища.